# ソルノク

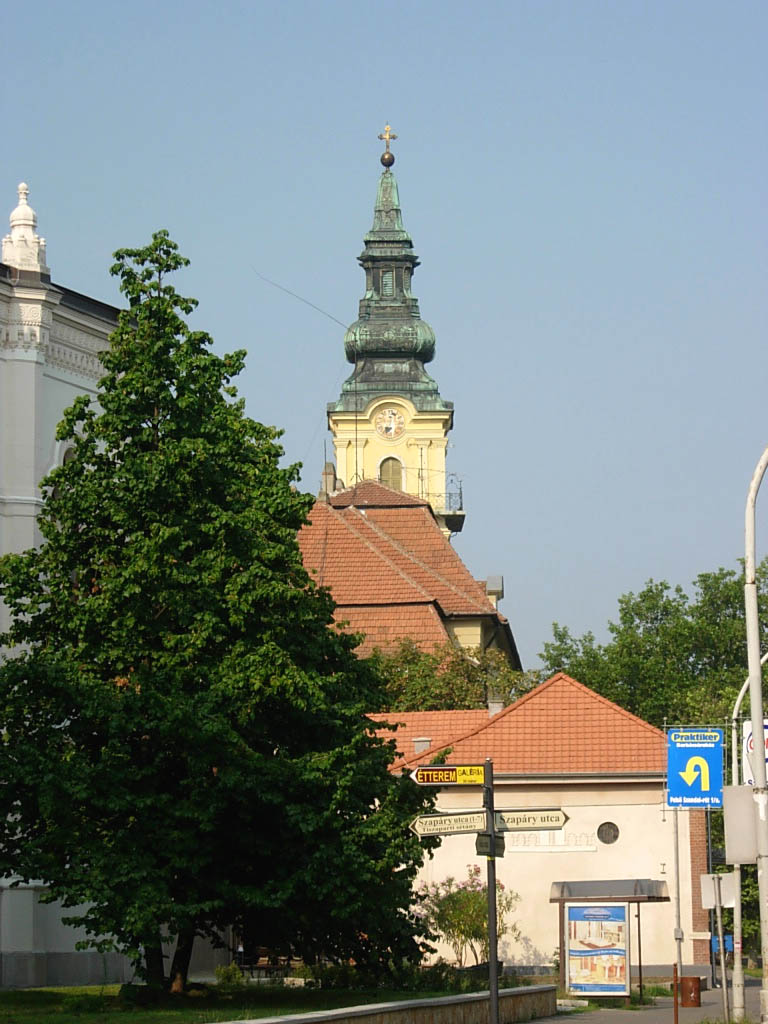
カトリック教会

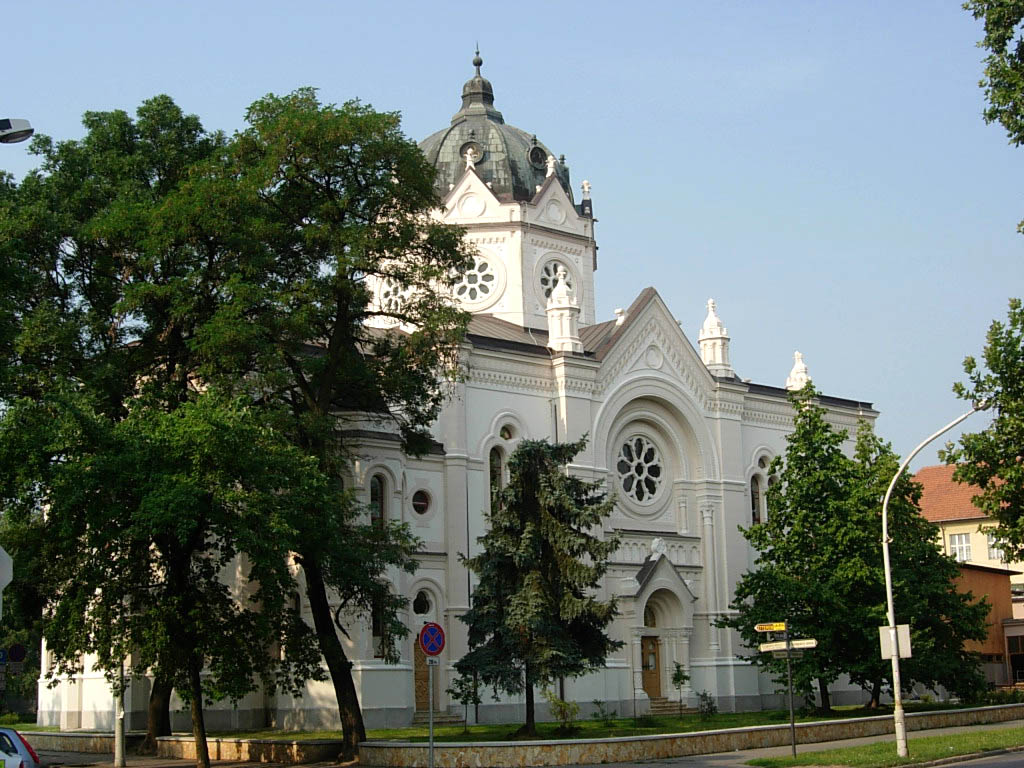
シナゴーグ。現在内部は美術館となっている

ソルノク（ハンガリー語:Szolnok、ドイツ語:Sollnock、ルーマニア語:Solnoca）は、ハンガリー、ヤース・ナジクン・ソルノク県の都市。

## 歴史
ソルノク一帯には古代から人の定住があった。マジャル人のハンガリー征服以前、ケルト人、スラヴ人、アヴァール族が住んでいた。ハンガリー人が一帯に定住したのは10世紀である。
町は城の執事にちなんだ名前で、1075年に初めて記録に残った。その時、コミタトゥス・ソルノク（ソルノク県）の首都であった。モンゴル人のハンガリー侵攻では、町は荒廃した。ハンガリー王ベーラ4世は新たな定住者をソルノクへ移したが、長い間小村のままだった。
1550年から1551年の間、オスマン帝国がヨーロッパ諸国を脅かし、城の防御が強化され町壁が築かれた。トルコは城を包囲し、1552年9月4日に降伏させた。トルコはソルノクにモスク、公共浴場、ミナレットを建設したが、その多くが後世に破壊された。ハンガリーにおいて唯一のトルコ語のコデックスが作られ、ソルノクで写された。 
1685年、町はトルコ支配から解放されたが、18世紀初頭のラーコーツィ・フェレンツ2世が主導した革命の間に完全に破壊された。ソルノクの外のコミタトゥスは一時期ヘヴェシュ県に併合されていた。
18世紀になってソルノクは再び繁栄を始めた。ティサ川の管理と蒸気船交通が町の重要性を増した。1847年から、ソルノクは鉄道によってペシュトとつながった。
1848年から1849年にかけての1848年革命では、ソルノク住民が役割を担った。ソルノクの戦いでは、オーストリア軍がダムヤニチ・ヤーノシュ（en:János Damjanich）将軍率いる軍に敗退した。
アウスグライヒ以後、ソルノクの人口と重要性がさらに増した。1876年、ソルノクは再び県都となった。1879年には、既に16,001人の人口を抱えていた。
第一次世界大戦と第二次世界大戦で町は多大な被害を受けた。1944年には激しい空襲を受け、ソビエト軍が町を解放した時にはほんのわずかな住民がいただけだった。
社会主義政権時代、ソルノクは復興を果たした。工場が建設され、温泉施設が開業すると観光業に重点が置かれた。1990年11月13日、ソルノクは市に昇格した。

## 気候
| ソルノクの気候              | ソルノクの気候 | ソルノクの気候 | ソルノクの気候 | ソルノクの気候 | ソルノクの気候 | ソルノクの気候 | ソルノクの気候 | ソルノクの気候 | ソルノクの気候 | ソルノクの気候 | ソルノクの気候 | ソルノクの気候 | ソルノクの気候 |
| 月                          | 1月            | 2月            | 3月            | 4月            | 5月            | 6月            | 7月            | 8月            | 9月            | 10月           | 11月           | 12月           | 年             |
| --------------------------- | -------------- | -------------- | -------------- | -------------- | -------------- | -------------- | -------------- | -------------- | -------------- | -------------- | -------------- | -------------- | -------------- |
| 最高気温記録 °C （°F）      | 16.9 (62.4)    | 20.2 (68.4)    | 23.9 (75)      | 29.2 (84.6)    | 33.5 (92.3)    | 37.2 (99)      | 40.4 (104.7)   | 39.3 (102.7)   | 36.4 (97.5)    | 28.3 (82.9)    | 22.4 (72.3)    | 16.2 (61.2)    | 40.4 (104.7)   |
| 平均最高気温 °C （°F）      | 2.6 (36.7)     | 5.5 (41.9)     | 11.5 (52.7)    | 17.6 (63.7)    | 22.7 (72.9)    | 26.5 (79.7)    | 28.7 (83.7)    | 28.7 (83.7)    | 23.0 (73.4)    | 16.7 (62.1)    | 9.5 (49.1)     | 3.4 (38.1)     | 16.4 (61.5)    |
| 日平均気温 °C （°F）        | −0.5 (31.1)    | 1.5 (34.7)     | 6.3 (43.3)     | 12.0 (53.6)    | 16.7 (62.1)    | 20.7 (69.3)    | 22.6 (72.7)    | 22.3 (72.1)    | 17.0 (62.6)    | 11.3 (52.3)    | 5.7 (42.3)     | 0.6 (33.1)     | 11.4 (52.5)    |
| 平均最低気温 °C （°F）      | −3.3 (26.1)    | −2.4 (27.7)    | 1.6 (34.9)     | 6.3 (43.3)     | 10.9 (51.6)    | 14.9 (58.8)    | 16.4 (61.5)    | 16.2 (61.2)    | 11.8 (53.2)    | 6.8 (44.2)     | 2.4 (36.3)     | −1.9 (28.6)    | 6.64 (43.95)   |
| 最低気温記録 °C （°F）      | −24.8 (−12.6)  | −21.1 (−6)     | −12.8 (9)      | −5.2 (22.6)    | 0.8 (33.4)     | 4.9 (40.8)     | 7.6 (45.7)     | 7.8 (46)       | 1.7 (35.1)     | −7.2 (19)      | −11.8 (10.8)   | −20.3 (−4.5)   | −24.8 (−12.6)  |
| 降水量 mm （inch）          | 25.4 (1)       | 30.1 (1.185)   | 25.8 (1.016)   | 37.9 (1.492)   | 55.3 (2.177)   | 69.0 (2.717)   | 65.5 (2.579)   | 52.2 (2.055)   | 51.3 (2.02)    | 41.9 (1.65)    | 38.4 (1.512)   | 38.9 (1.531)   | 531.7 (20.933) |
| 平均降水日数 （≥1.0 mm）    | 5.5            | 5.9            | 5.5            | 6.2            | 8.2            | 7.3            | 6.6            | 5.6            | 6.4            | 5.9            | 6.6            | 7.0            | 76.7           |
| % 湿度                      | 84.5           | 78.4           | 69.4           | 64.7           | 66.8           | 66.1           | 63.3           | 62.8           | 67.8           | 76.5           | 83.7           | 86.1           | 72.5           |
| 平均月間日照時間            | 60             | 96             | 148            | 186            | 247            | 261            | 283            | 265            | 200            | 153            | 75             | 52             | 2,025          |
| 出典1：OMSZ (sun 1981-2010) |                |                |                |                |                |                |                |                |                |                |                |                |                |
| 出典2：NOAA                 |                |                |                |                |                |                |                |                |                |                |                |                |                |

## 人口統計
|  | 現在、技術上の問題で一時的にグラフが表示されなくなっています。 |

|  | 現在、技術上の問題で一時的にグラフが表示されなくなっています。 |

|  | 現在、技術上の問題で一時的にグラフが表示されなくなっています。 |

|  | 現在、技術上の問題で一時的にグラフが表示されなくなっています。 |

|  | 現在、技術上の問題で一時的にグラフが表示されなくなっています。 |

|  | 現在、技術上の問題で一時的にグラフが表示されなくなっています。 |

|  | 現在、技術上の問題で一時的にグラフが表示されなくなっています。 |

## みどころ
- ハンガリー航空博物館
- ダムヤニチ・ヤーノシュ博物館

## スポーツ
- ソルノキMÁV FC サッカークラブ
- ソルノキ・レーギエレーSK サッカークラブ
- ソルノキ・オライKK バスケットボールクラブ
- ソルノキ・ヴィージラブダSC 水球クラブ

## 姉妹都市
- - バイア・マーレ、ルーマニア
- - ビェルスコ＝ビャワ、ポーランド
- - イーストウッド、イギリス
- - フォルリ、イタリア
- - ポーツマス (ニューハンプシャー州)、アメリカ合衆国
- - リーヒマキ、フィンランド
- - ロイトリンゲン、ドイツ
- - ショハム、イスラエル
- - 遊佐町、日本

## 出身人物
- カリコー・カタリン：生化学者(1955年～)
- ボダ・イムレ - サッカー選手(1961年～)
- ゾルタン・ケバゴ - 円盤投げ選手(1979年～)
- テージェール・ダーニエル - サッカー選手(1985年～)
- ロヴレンチチ・ゲルゲー - サッカー選手(1988年～)
- ヘドヴィグ・カラカス - 柔道家(1990年～)
- テメシュヴァーリ・バーリント - サッカー選手(1998年～)
- エズバシュ・ソフィ - 柔道家(2001年～)